# Weichs
Weichs là một đô thị tại huyện Dachau bang Bayern nước Đức. Đô thị Weichs có diện tích 18,72 km², dân số thời điểm ngày 31 tháng 12 năm 2006 là 3173 người. Có 4 làng chính ở đô thị này: Weichs, Aufhausen, Ebersbach, và Fränking. Ngoài ra còn có các làng nhỏ khác: Albertshof, Biechlhof, Breitenwiesen, Daxberg, Edenholzhausen, Edenpfaffenhofen, Erlbach, Erlhausen, Hölzböck, Jedenhofen, và Zillhofen.
Đô thị này nằm ở khu vực đồi dẫn đến sông Glonn.